# Beverly Hills Ninja
Beverly Hills Ninja (conocida en Hispanoamérica como Un ninja en Beverly Hills y en España como La salchicha peleona) es una película cómica estadounidense de 1997, dirigida por Dennis Dugan y protagonizada por Chris Farley. También aparecen Nicollette Sheridan, Nathaniel Parker, Robin Shou, Soon-Tek Oh y Chris Rock.
Fue producida por TriStar Pictures y estrenada en Estados Unidos el 17 de enero de 1997. 
Farley solo sobreviviría 11 meses a la salida de esta película, debido a su repentina muerte a finales de ese mismo año. Previamente, logró rodar Almost Heroes y Dirty Work, estrenadas póstumamente en 1998.
El actor fue nominado en los MTV Movie Awards de 1997 como Mejor Actuación Cómica en Beverly Hills Ninja.

## Argumento
Cuenta una antigua leyenda japonesa, que un buen día aparecería un hombre extranjero de raza blanca y se convertiría en el mayor ninja que haya habido jamás. Siglos más tarde hasta llegar al siglo actual, un bebé blanco aparece inexplicablemente entre un clan y es criado por ellos asumiendo que la profecía se ha cumplido. Ese niño es Harú (Chris Farley), sin embargo la destreza del ninja blanco dista bastante de lo que marcaba la leyenda, pues es torpe, al llegar la graduación, él se lleva una decepción, no consigue graduarse como el resto de la clase.
Un día mientras le toca hacer guardia en el dōjō, se presenta una mujer, Sally Jones (Nicollette Sheridan), para requerir los servicios de un ninja para investigar a su marido (Nathaniel Parker). A pesar de no estar del todo preparado, su sensei (Soon-Tek Oh) le manda a investigar a Beverly Hills, pero lejos de mandarle solo, le pide a Gobei (Robin Shou) que le acompañe sin ser visto por él.
Ya en California, Harú llega al puerto en donde descubre que el marido de la mujer, Tanley está envuelto en negocios de contrabando, lamentablemente resulta ser testigo de un asesinato y las sospechas empiezan a recaer sobre el clan de ninjas al que pertenece Harú.

## Reparto
| Actor                     | Personaje                |
| ------------------------- | ------------------------ |
| Chris Farley              | Haru                     |
| Nicollette Sheridan       | Allison Page/Sally Jones |
| Robin Shou                | Gobei                    |
| Nathaniel Parker          | Martin Tanley            |
| Soon-Tek Oh               | Sensei                   |
| Keith Cooke               | Nobu                     |
| Chris Rock                | Joey Washington          |
| Will Sasso (inacreditado) | Chet Williams            |

## Producción
- La mayoría de las escenas exteriores no se rodaron en Beverly Hills, sino en Pasadena y Malibú.
- Hubo una escena en la cual Harú intentaba esconderse como un ninja. En un punto de la escena, Farley se lesionó mientras saltaba una pared.
- Según la biografía A&E, Chris Farley estaba desilusionado con la película, lo cual le llevó a odiar la filmación sobre todo después de verla por primera vez y le dijo a su agente que no quería volver a hacer una película así de nuevo.
- Había una escena eliminada en los cines, pero emitida en televisión en el que Harú quemaba sin querer el pergamino en el que se narraba la leyenda del ninja blanco.

## Recepción
Beverly Hills Ninja tuvo un bajo éxito de taquilla. Tiene una calidad artística muy cuestionable debido (entre otras cosas) a su pobre argumento, basado en un humor absurdo y torpe.
Las críticas especializadas hacia ella han sido abrumadoramente negativas. En el sitio Rotten Tomatoes, Beverly Hills Ninja tiene solo un 14 % con la calificación de "podrido" , y cuenta apenas con un 27/100 en Metacritic.
Según Box Office Mojo, el filme tuvo una recaudación bruta de 31.480.418$, lo que la ubicó en un discreto puesto n. 67 entre todas las películas de 1997 en Estados Unidos, y el n.º 23 entre las películas para menores de 13 años (PG-13).
Durante el fin de semana de apertura recaudó 12.220.920 $ en 2.112 teatros, lo que la ubicó en el lugar n.º 43 en ese ranking al final del año. .

## Banda sonora
La banda sonora fue publicada bajo la etiqueta EMI en el mismo mes y año del estreno de la película. 
El disco tuvo una modesta producción y en general, no ofrece mayores novedades para el público, por lo que resultó un fracaso comercial. Solo destacan algunos temas clásicos de la música pop de los años 1970 y 1980 de Blondie, War, Baltimora y Carl Douglas, así como también se incluyó el más reciente "I'm Too Sexy" (1991) de Right Said Fred.
Parte del álbum presenta extractos hablados por parte del protagonista de la película, Chris Farley, referidos a escenas filmadas e intercalados entre las canciones. Otra de sus particularidades es que incluye dos versiones de una misma canción, "Kung Fu Fighting", a cargo de Patti Rothberg y Carl Douglas.
La página web Allmusic la calificó con solo dos estrellas de cinco posibles, y la definió con la frase "una extraña banda sonora para una película frívola". 

### Lista de canciones
1. "You're a Ninja?..." - 0:15
2. "Kung Fu Fighting" - Patti Rothberg - 3:14
3. "One Way or Another" - Blondie - 3:36
4. "...We Are in Danger..." - 0:13
5. "Tsugihagi Boogie Woogie" - Ulfuls - 3:13
6. "Low Rider" - War - 3:11
7. "The blackness of my belt..." - 0:19
8. "Tarzan Boy" - Baltimora - 3:51
9. "...my identity must remain mysterious..." - 0:19
10. "Turning Japanese" - The Hazies - 3:24
11. "You're the big, fat Ninja, aren't you?" - 0:17
12. "Kung Fu Fighting" - Carl Douglas - 3:14
13. "I'm Too Sexy" - Right Said Fred - 2:50
14. "...close to the temple, not inside" - 0:24
15. "I Think We're Alone Now (Japanese Version)" - Lene Lovich - 2:46
16. "Finally Got It" - Little John - 3:36
17. "...Yes, I guess I did" - 0:31
18. "The End" - George Clinton & Buckethead - 1:19